# Diego Cañamero Valle
Diego Cañamero Valle, né le 23 janvier 1956, est un syndicaliste et homme politique espagnol membre de Podemos.
Il est élu député de la circonscription de Jaén lors des élections générales de juin 2016.

## Biographie

### Profession
Il est paysan journalier depuis ses 8 ans. Tout en restant journalier, il officiera par la suite comme syndicaliste.

### Activités politiques
Il est très engagé dans le milieu syndical et, après avoir grandi aux côtés de jeunes syndicalistes, il crée le syndicat Sindicato de Obreros del Campo (SAT) et en devient secrétaire général de 1984 à 2007. Il est maire de El Coronil entre 1987 et 2001.
Le 26 juin 2016, il est élu député pour Jaén au Congrès des députés, sur la liste d'Unidos Podemos.

### Répression
Diego Cañamero confie s'être fait arrêter « entre 70 et 80 fois ». Le SAT, le syndicat qu'il a participé à créer est régulièrement considéré comme le « syndicat le plus réprimé d'Europe » et totalise 743 000 euros d'amende, 637 syndicalistes mis en examen ou condamnés et 434 années de prison réclamées ou prononcées.

### Religion
Il se définit comme chrétien pratiquant. Il est très marqué par l'influence religieuse de son mentor Diamantino Garcia, prêtre ouvrier surnommé le « curé des pauvres » et syndicaliste journalier tout comme lui.